# Еліас Галлер
Еліас Галлер (нім. Elias Haller) — відомий німецький письменник, автор захопливих трилерів  та кримінальних романів, які вже майже десятиліття займають перші місця в книжкових рейтингах. Живе й працює понад двадцять років поліціянтом в Хемніці, місті, де відбувається дія романів про головного інспектора Еріка Доннера.

## Життя та кар'єра
Еліас Галлер народився в 1977 році у невеликому містечку Деліч, що знаходиться у Північній Саксонії (Німеччина). Закінчив середню школу Еразма Шмідта (колишня  Карла Маркса). Ще у підлітковому віці Еліас почав писати свої перші оповідання. Він і його друг разом створювали короткі фантастичні твори. Підлітків надихали популярні фільми та комікси, а героями своїх історій вони зображували себе. Перші проби пера були зроблені в жанрі наукової фантастики, фентезі. Спочатку автор писав більше для себе, не сподіваючись на якийсь комерційний успіх, але поступово творчий доробок Галлера більшав, росло й число шанувальників його прози, тому у якийсь момент хобі перетворилося на підробіток. Еліас Галлер зареєструвався на форумі письменників, де багато чого навчився. Автор вважає, що одного таланту недостатньо, потрібно весь час працювати над вдосконаленням своєї майстерності.
У 2001 році письменник переїхав з м. Деліч до м. Хемніц, де живе й сьогодні. Починаючи з 2003 року, автор близько восьми років пропонував свої рукописи та шукав агентство для співпраці. Перший контракт підписав у 2011 році. У 2013 році почав самостійно видавати свої твори в електронному вигляді.
У сфері електронних книг Галлер швидко став одним із найуспішніших авторів. Його романи завойовували популярність й отримували хороші відгуки від читачів. Під псевдонімом Ніколас Вега він опублікував кілька фентезійних книг для молоді, які стали бестселерами в чартах Amazon Kindle та завоювали Leipzig Book Award 2014 року на Лейпцизькому книжковому ярмарку.
У 2015 році Галлер опублікував свій перший трилер «Смерть і глибоке падіння». Роман одразу ж досяг вершини чартів Amazon Kindle. Наступні чотири книги про інспектора Еріка Доннера також зайняли гарні позиції у ТОП 100 на Amazon.

## Творчість
Ідеї для нових захопливих історій письменник знаходить у своїй роботі поліціянта. Одна з причин успіху кримінальних романів Галлера в тому, що він досить професійно описує, як органів правопорядку знешкоджують порушників закону. Досвід дозволяє автору проникати у свідомість холоднокровних вбивць та соціопатів. Також він майстерно переносить читача у світ людей, що борються зі злом. Його детективи — Ерік Доннер, Клара Фрост, Нора Ротманн — вміють заглянути у самісінькі глибини людської природи, але разом з тим, це живі персонажі, які мають свої сильні й слабкі сторони.
Книги Еліаса Галлера були номіновані на кілька літературних премій. У 2016 та 2017 роках його роман Tod und tiefer Fall «Смерть і глибоке падіння» увійшов до середнього списку премії Skoutz, а книга Ein kleines Verbrechen «Маленький злочин» — до короткого списку Skoutz-Awards. У 2017 році автор потрапив до п'ятірки фіналістів конкурсу Kindle Storyteller зі своїм психологічним трилером Der Augenmacher «Окотворець».

## Українські переклади
Переклад трилерів Е. Галлера, що входять до трилогії «Грімм», здійснило видавництво Bookchef у 2025 р. Перекладачка — Анна Мельничук.
Перша й друга частини: «Червона Шапочка бреше», ISBN — 978-617-548-362-6 та  «Пташечка мовчить», ISBN — 978-617-548-443-2 уже доступні для замовлення. Над третьою книгою «Білосніжка помирає» видавництво працює.